# Сталинец-6
«Сталинец-6» — советский прицепной зерноуборочный комбайн. Комбайн выпускался с 1947 по 1958 год.

## История

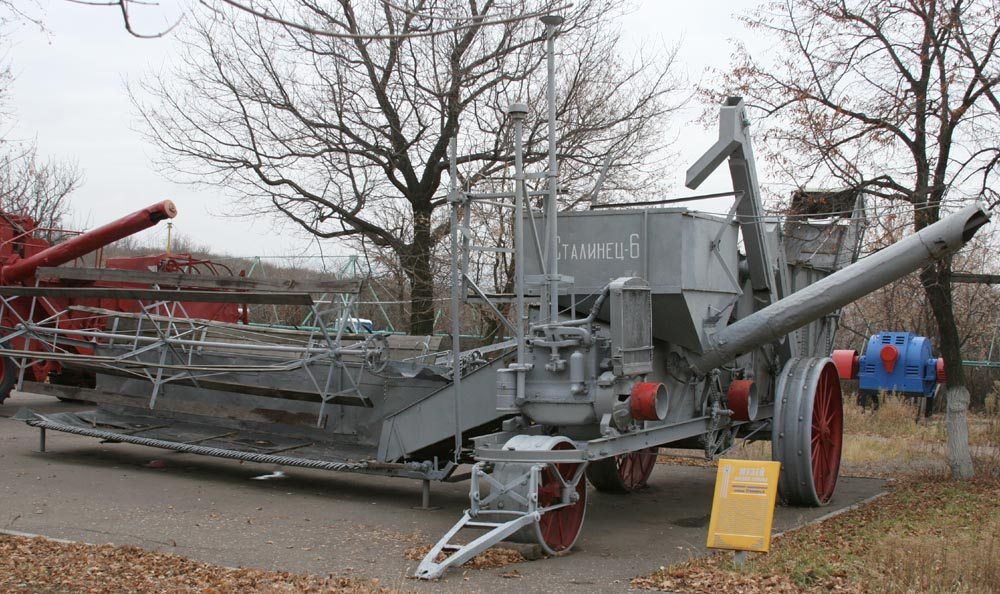
Комбайн «Сталинец-6»

Комбайн «Сталинец-6», прицепленный к трактору СХТЗ-НАТИ

Комбайн впервые был выпущен в 1947 году на заводе «Ростсельмаш» и стал первым комбайном после Великой Отечественной войны.
Всего было произведено 290316 штук. По другим источникам с 1947—1958 год всего было произведено 161295 штук.
Доцент Ростовского института сельскохозяйственного машиностроения (РИАСХ) (Донской государственный технический университет) И. Ф. Попов вместе с работниками завода «Ростсельмаш» был удостоен звания лауреата Государственной премии за разработку конструкции зерноуборочного комбайна «Сталинец-6».

## Назначение
Комбайн предназначался для уборки зерновых колосовых культур и представлял собой усовершенствованную конструкцию комбайна «Сталинец-1».
Для работы требовалось три человека: тракторист, штурвальный и комбайнёр.
«Сталинец-6» широко применялся при освоении Целины.

## Технические особенности
- Масса т 5[3]
- Длина, м 8,1
- Ширина, м 8,7
- Высота, м 4,5
- Тип комбайна: прицепной, моторный, Г-образный, с штифтовым барабаном,
- Тип и мощность двигателя: У-5МА, 40 л. с.
- Пропускная способность, кг/с 2,5
- Ширина захвата жатки — от 4,9 м
- Объём бункера — 1,8 м³

## В культуре

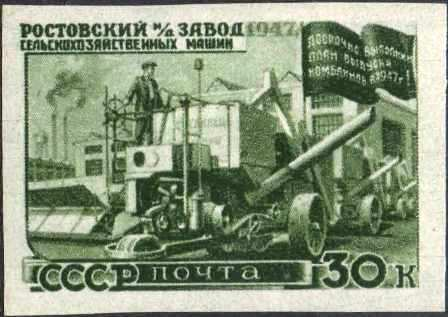

На марке СССР 1947 года «Ростовский завод сельскохозяйственных машин» изображён зерноуборочный комбайн «Сталинец-6».